# I. János csanádi püspök
János (12. század) magyar katolikus főpap.

## Élete
A Magyar Archontológiában 1148-ban, Pius Bonifac Gams Series episcoporum Ecclesiae Catholicae quotquot innotuerunt a Beato Petro apostolo című munkájában és Mendlik Ágostonnál 1148 és 1156 között csanádi megyés püspök. Újabb összeállításokban nevét már nem említik.
Utóda Gamsnál 1156-ban Ulkov(?), ill. 1156-tól István.